# トマシュ・アダメク
トマシュ・アダメク（Tomasz Adamek、1976年12月1日 - ）は、ポーランドのプロボクサー。シロンスク県ジヴィエツ出身。元WBC世界ライトヘビー級王者。元IBF世界クルーザー級王者。世界2階級制覇王者。
デビュー以来無敗のままポーランド出身者としてはダリユシュ・ミハルチェフスキに次ぎ2人目の世界王者になった。

## 来歴
1999年3月13日、22歳でプロデビューする。
その後、全勝を続け、2001年3月2日、IBCインターコンチネンタルライトヘビー級タイトルを獲得した。
2002年5月24日、空位のCISBBライトヘビー級タイトルを獲得した。
2002年10月18日、国内王座のポーランドインターナショナルライトヘビー級タイトルを獲得している。
2003年10月4日、2回KOで勝利し、空位のIBFインターコンチネンタルライトヘビー級タイトル獲得した。
2004年4月17日、空位のWBOインターコンチネンタルライトヘビー級タイトルも獲得した。
2005年5月21日、初めてメジャータイトル戦を行う。イリノイ州で空位のWBC世界ライトヘビー級タイトルを賭けてポール・ブリッグス（オーストラリア）と対戦。2-0の判定で勝利してポーランド人として2人目のチャンピオンになった。
2005年10月15日、ドイツでトーマス・ウルリッヒ（ドイツ）と対戦し、6回TKO勝ちで初防衛に成功している。ポール・ブリッグスとは2006年10月7日にもイリノイ州で再戦を行う。1ラウンドにダウンを奪われるが、その後挽回し、またもや2-0判定で勝利して2度目の防衛を果たした。
2007年2月3日、フロリダ州にて、3度目の防衛戦でチャド・ドーソン（アメリカ）に12回判定で敗れ、同タイトルを失った。キャリア初黒星となった。
2007年6月9日、ポーランドで空位のIBO世界クルーザー級王座をルイス・ピーネダ（パナマ）と争い、7RTKO勝利でタイトル獲得に成功した。
2008年12月11日、ニュージャージー州でIBF世界クルーザー級タイトルマッチで王者スティーブ・カニンガム（アメリカ）と対戦し、2-1の僅差判定勝ちで王座を獲得した。
2009年2月17日、ニュージャージー州で20戦全勝のアメリカ人ホープジョナサン・バンクスと対戦し、8回TKO勝利でIBF・IBO王座の初防衛に成功した。
2009年7月11日、ニュージャージー州で同級15位のボビー・ガン（アメリカ）と対戦し、4ラウンド終了前に挑戦者をダウン寸前まで追い詰めるもゴングが鳴り4ラウンドが終了、
インターバル中にガン陣営の所に来たドクターが試合続行不能とレフリー伝えため4回RTDとなりIBF王座の2度目の防衛に成功した。ヘビー級に階級を上げるために2009年9月にIBF世界ライトヘビー級王座を返上した。
2009年10月24日、階級を上げ、ポーランドでアンドリュー・ゴロタ（ポーランド）とIBFインターナショナルヘビー級王座決定戦で対戦し、5回TKO勝ちで王座を獲得した。
2010年2月6日、ニュージャージー州でジェイソン・エストラーダ（アメリカ）を12回判定勝ちで下し、IBFインターナショナル王座の初防衛に成功した。
2010年4月24日、カリフォルニア州でクリス・アレオーラ（アメリカ）と対戦し、2-0の判定でIBFインターナショナル王座の2度目の防衛に成功し、NABO北米ヘビー級王座も獲得した。
その後IBFインターナショナルヘビー級王座、NABO北米ヘビー級王座をそれぞれ3度ずつ防衛し、ランキングもWBC世界ヘビー級1位となった。
2011年9月10日、地元ポーランドで指名挑戦者として王者のビタリ・クリチコ（ウクライナ）に挑戦するも、終始ペースで圧倒される一方的な展開になり10回TKOで敗れ地元の期待に答える事は出来なかった。 
2012年6月16日、ニュージャージー州でエディ・チャンバーズ（アメリカ）とIBF北米ヘビー級王座決定戦に出場し、12回判定勝利で王座の獲得に成功すると、同年9月8日には初防衛戦を行い、 トラビス・ウォーカー （アメリカ）を5回TKOで退け初防衛を成功させた。
2012年12月22日、ペンシルバニア州で、かつて接戦を演じたスティーブ・カニンガムと再戦を行うもまたも僅差の試合となり、最初はドローと発表されるが、その後アダメクが2-1のスプリット・デシジョンで勝利と言う結果に変更された。しかし専門家の声はカニンガムの勝利という声が多かった。
2014年3月15日、ペンシルバニア州でビャチェスラフ・グラスコフと対戦するも12回判定で敗れる。
2014年11月8日、ポーランドでアルツール・スピルカと対戦するも10回判定で敗れる。
2014年12月3日、ボクシング引退を発表した。
2015年9月26日、引退を撤回してパミシュワ・サレタと対戦。サレタが肩を痛め4回終了時に棄権した為、復帰戦を白星で飾った。
2016年4月2日、クラクフのクラクフ・アリーナでエリック・モリーナとIBFインターコンチネンタルヘビー級王座決定戦を行い、10回KO負けを喫し王座獲得に失敗した。
2017年6月24日、グダニスクのエルゴ・アリーナでソロモン・ハウモノとヘビー級10回戦を行い、10回3-0（100-90、99-91が2者）の判定勝ちを収め再起を果たした。

## 獲得タイトル
- IBCインターコンチネンタルライトヘビー級王座
- CISBBライトヘビー級王座
- ポーランドインターナショナルライトヘビー級王座
- IBFインターコンチネンタルライトヘビー級王座
- WBOインターコンチネンタルライトヘビー級王座
- WBC世界ライトヘビー級王座
- IBO世界クルーザー級王座
- IBF世界クルーザー級王座
- IBFインターナショナルヘビー級王座
- NABO北米ヘビー級王座